# こじし座ベータ星
こじし座β星（こじしざベータせい、β Leonis Minoris、β LMi）は、こじし座にある連星である。見かけの合成等級は約4.21等で、太陽からの距離はおよそ166光年と推定される。視覚的な軌道と、分光観測による視線速度測定の両方から軌道要素が求められており、軌道周期は38年程度で、だいぶ極端な楕円軌道を描く。

## 名称
こじし座にはα星が存在せず、β星はこじし座に属する恒星の中で、唯一バイエル符号を持っている。しかし、一般にバイエル符号は見かけの等級が明るい恒星に優先して付けられるものだが、こじし座β星はこじし座の最輝星ではなく、こじし座46番星に次いで2番目に明るい恒星となっている。

## 星系
こじし座β星は、視覚的に主星と伴星に分解できる二重星であり、なおかつ主星と伴星が共通重心の周りを公転する連星でもある。視覚的に、主星と伴星の相対位置の変化から軌道を描くことができる一方、分光学的に視線速度の変化から連星であると示すことができ、しかも軌道の一部でスペクトル線が二重にみえる分光連星という点に特徴がある。

### 視覚的軌道
こじし座β星は、20世紀の初頭には主星と伴星が視覚的に分解されていたとされ、重星カタログでは、リック天文台のハシーが1904年から1905年に観測した結果をもって発見とされている。

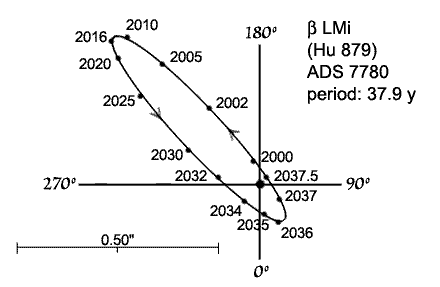
こじし座β星の軌道

20世紀の半ばには、ベズによって軌道要素が求められ、およそ38年周期でだいぶ細長い楕円軌道を運動しているとされた。その後、視覚情報からの軌道要素は、スペックル干渉法の登場や、ヒッパルコス衛星による位置天文学観測によって、20世紀末以降に改善が進展した。

### 分光軌道
分光観測によるこじし座β星の視線速度測定は、19世紀の終わりから行われているが、当初は遠星点前後での観測ばかりだったこともあり、速度一定という結果であった。1920年代に訪れた近星点を挟んで観測が蓄積されることで、ようやく視線速度の時間変化が確認された。
その後、連星だとわかったこじし座β星を、ドミニオン天文台が集中的に分光観測し、やがて分光軌道要素も求められた。当初は視線速度曲線の決定精度は良くなかったが、視覚的に分解することが難しい近星点付近での観測データが得られたことで、ハインツが視覚的軌道と組み合わせて、軌道要素を向上させた。また、キットピーク国立天文台やケンブリッジ天文台、オート＝プロヴァンス天文台の観測も加わり、分光観測による軌道要素も精度が上がっていった。
その後、近星点まで数年という時点で、オート＝プロヴァンス天文台のCORAVELによる観測で、それまでスペクトル線が1本であったところが、主星と伴星の成分が分かれた二重線としてみえるようになった。軌道の一部とはいえ、伴星単独のスペクトル線を測定することができることで、主星と伴星の質量比も推定できるようになった。

### 軌道要素
位置天文学的情報と、視線速度曲線とを同時に分析することで、こじし座β星ではかなり精度良く軌道要素が求められている。軌道周期は約13965日（38.23年）で、離心率は0.680と大きく、極端な楕円軌道をとっている。軌道長半径は、見かけ上で0.378秒角、軌道傾斜角は81.4度で真横からみる状態に近く、見かけの軌道は非常に細長い。

### 特徴
こじし座β星のスペクトル型は、全体ではG9 IIIとされている。主星と伴星それぞれでみると、主星はスペクトル型がK2 IIIbのクランプ星で、伴星はスペクトル型がF0 Vの主系列星と推定される。
主星のこじし座β星Aは、質量が太陽の約2.98倍で、表面の有効温度はおよそ5026 Kと考えられ、光度は太陽の50.7倍程度、半径はステファン・ボルツマンの法則から太陽の9.4倍程度と見積もられる。伴星のこじし座β星Bは、質量が太陽の約1.92倍である。主星との等級差の不定性があることから、光度が太陽の9.1倍程度、有効温度が5211 K程度、半径が太陽の3.7倍程度と見積もられるが、誤差がかなり大きい。こじし座β星の金属量は、太陽と同程度と考えられ、等年齢線から年齢を見積もると、5億年くらいになる。ただし、伴星の質量で同年齢だとすると、光度、有効温度は見かけの等級や色指数から見積もったものよりもだいぶ高温、高光度となる。